# Recopa Gaúcha 2018
In 2018 werd de vijfde Recopa Gaúcha tussen de kampioen van de staatscompetitie en de Copa FGF gespeeld. De competitie werd georganiseerd door de FGF. São José werd de winnaar.

## Deelnemers
| Club          | Stad          | Gekwalificeerd als              | Deelnames |
| ------------- | ------------- | ------------------------------- | --------- |
| Novo Hamburgo | Novo Hamburgo | Kampioen Campeonato Gaúcho 2017 | 1ste      |
| São José      | Porto Alegre  | Kampioen Copa FGF 2017          | 2de       |

## Recopa
|                       |                         |       |               |                                     |
| 24 januari 2018 10:30 | São José                | 2 – 1 | Novo Hamburgo | Estádio Passo d'Areia, Porto Alegre |
| 24 januari 2018 10:30 | Everton Alemão 71', 79' |       | 82' Juninho   | Estádio Passo d'Areia, Porto Alegre |

| São José | N. Hamburgo |

|                       |               |                |          |                                |
| 24 januari 2018 10:30 | Novo Hamburgo | 0 – 1          | São José | Estádio do Vale, Novo Hamburgo |
| 24 januari 2018 10:30 |               | 62' Igor Nobre |          | Estádio do Vale, Novo Hamburgo |

| N. Hamburgo | São José |

| Recopa Gaúcha de 2018        |
| Porto Alegre                 |
| ---------------------------- |
| SÃO JOSÉ Kampioen (1° titel) |